# Saint-Médard-de-Mussidan
Saint-Médard-de-Mussidan – miejscowość i gmina we Francji, w regionie Nowa Akwitania, w departamencie Dordogne.
Według danych na rok 1990 gminę zamieszkiwało 1600 osób, a gęstość zaludnienia wynosiła 65 osób/km² (wśród 2290 gmin Akwitanii Saint-Médard-de-Mussidan plasuje się na 263. miejscu pod względem liczby ludności, natomiast pod względem powierzchni na miejscu 382.).